# 日本森林学会
一般社団法人日本森林学会（いっぱんしゃだんほうじん にほんしんりんがっかい、英: The Japanese Forest Society、略称: JFS）は、森林科学・林業に関する研究成果の公表や知識の交換、国内外の関連学会との連携協力等を行うことによって、森林学の進歩・普及を目指し、学術の振興と社会の発展に寄与・貢献することが目的の、日本の学術研究団体である。

## 概要

### 研究対象
学会の公式ウェブサイトは、対象とする研究領域を「森林の動植物や微生物の分類・生態・生理・遺伝および森林の水や土に関する基礎科学」はもちろん、「森林の水源かん養〔水源涵養〕や山地災害防止、森林の更新や保育、森林生物の保護管理、森林資源の解析、林業の経営や政策、森林風致、林業機械や森林作業、特用林産の研究など広範かつ多彩な応用科学の分野」を含む、と記している。
『学会名鑑』は以下の各分野を日本森林学会の研究領域として掲載している。
心理学・教育学、地域研究、経営学、基礎生物学、農学、健康・生活科学、環境学、土木工学・建築学
優秀な研究業績や功績を残した会員を、日本森林学会賞、日本森林学会奨励賞、同学生奨励賞、日本森林学会功績賞によって表彰している。受賞者は公式ウェブサイトで公表されている。また、日本森林学会大会では日本森林学会学生ポスター賞も授与している。

### 会の構成その他
2011年（平成23年）の一般社団法人への移行にともない、従来設置していた6つの学会支部は日本森林学会とは別の独立した学会（任意団体）となり、日本森林学会と連携・協力している。旧支部名と新しい独立学会の対応関係は、北方森林学会（旧 北海道支部）、東北森林科学会（旧 東北支部）、関東森林学会（旧 関東支部）、中部森林学会（旧 中部支部）、応用森林学会（旧 関西支部）、九州森林学会（旧 九州支部）となっている。公式ウェブサイトの「連携学会」ページで各学会ウェブサイトへのリンクが提供されている。
学会事務局は東京都千代田区六番町の日林協会館（日本森林技術協会）に置いている。

## 沿革
特記のない記述は公式ウェブサイト掲載の「日本森林学会沿革」に拠る。
- 1914年（大正3年）11月28日 - 「林学会」が発足[1]
- 1919年（大正8年） - 本多静六の提案をもとに各所で個別に発行していた会誌を統合し、会の機関誌として『林学会雑誌』を創刊。以降、年1回の全国大会を開催[7]。
- 1934年（昭和9年）4月 - 「日本林学会」に改称、『林学会雑誌』を16巻第5号より『日本林学会誌』に改題[7]。
- 1937年（昭和12年） - 『日本林学会大会講演集』創刊
- 1991年（平成3年） - 会報『森林科学』創刊
- 1996年（平成8年） - 英文誌『Journal of Forest Research』創刊、同時に『日本林学会誌』『森林科学』の内容を刷新。
- 1997年（平成9年） - 学会公式ウェブサイトを開設
- 2005年（平成17年） - 「日本森林学会」に改称。和文誌を『日本森林学会誌』に改題[7]。
- 2011年（平成23年）6月1日 - 「一般社団法人日本森林学会」を登記。6月15日の総会で任意団体日本森林学会から一般社団法人に移行[8]

## 刊行物

### 定期刊行物
- 『Journal of Forest Research』（英文誌、隔月刊、1996年創刊）[9]
- 『日本森林学会誌』（和文誌、月刊、1934年創刊）[10]
- 『森林科学』（和文誌、年3回刊、1991年創刊）[11]
- 『日本森林学会大会学術講演集』（年1回刊）[12]